# フアン・パブロ・レベージャ

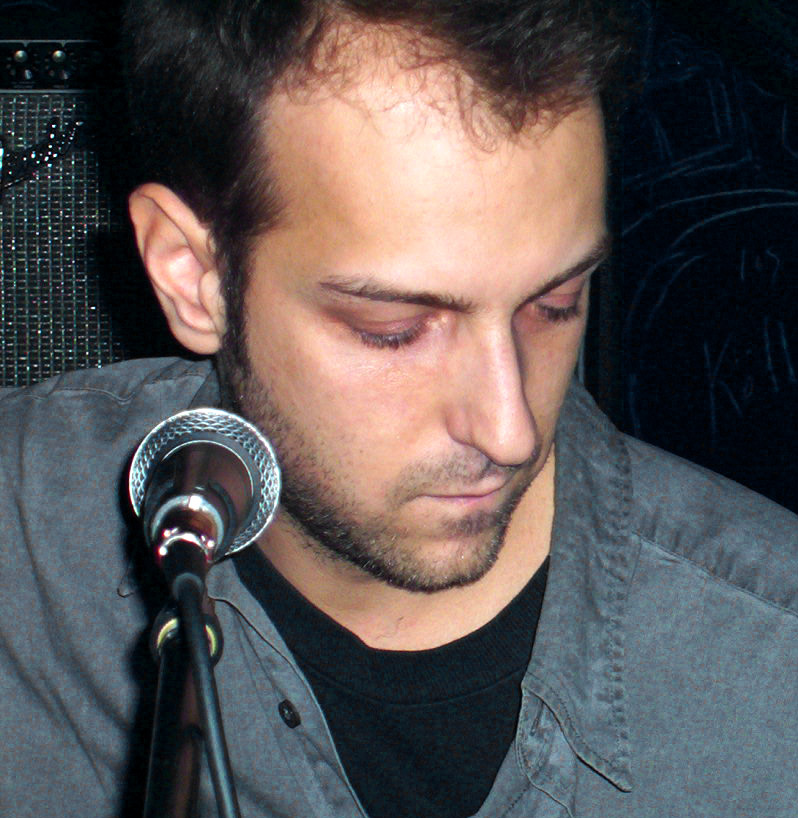
フアン・パブロ・レベージャ（2004年）

フアン・パブロ・レベージャ（Juan Pablo Rebella、1974年1月1日 - 2006年7月6日）は、ウルグアイの映画監督・脚本家。

## 来歴
ウルグアイの大学在学中にパブロ・ストールと共に短編映画を撮り始める。
大学卒業後に制作した『25 Watts』でロッテルダム国際映画祭などで高い評価を得る。2作目のコメディ映画『ウィスキー』は、第17回東京国際映画祭グランプリ、カンヌ国際映画祭国際批評家連盟賞などを受賞した。
しかし、2006年7月、モンテビデオにある自分のアパートで自殺した。

## プロモグラフィー
- 25 Watts (2001)
- ウィスキー (2004)